# Chortoglyphus arcuatus
Chortoglyphus arcuatus är en spindeldjursart som först beskrevs av Troupeau 1879.  Chortoglyphus arcuatus ingår i släktet Chortoglyphus och familjen Chortoglyphidae. Inga underarter finns listade i Catalogue of Life.